# 城关镇 (虞城县)
城关镇，是中华人民共和国河南省商丘市虞城县下辖的一个乡镇级行政单位。

## 行政区划
城关镇下辖以下地区：
北街社区、南街社区、惠民社区、胜利社区、大同西街社区、中心街社区、牛园社区、东风社区、大同东街社区、南汪社区、红旗社区和新建村。